# Myriam Palacios
Myriam Isabel Palacios Piña (* 18. Dezember 1936 in Victoria, Chile; † 18. März 2013 in Santiago de Chile) war eine chilenische Schauspielerin.

## Leben und Wirken
Myriam Palacios war die Tochter von Héctor Palacios, einem ehemaligen Bankangestellten der Banco de Chile und dessen Frau Isabel Piña. Sie wurde in Victoria geboren, einer Stadt in der chilenischen Región de la Araucanía. Dort besuchte sie das College Ignacio Carrera Pinto. Danach studierte sie in den 1960ern Theater an der Teatro Universidad de Concepción und an der Universidad de Chile in Santiago de Chile. In Santiago heiratete sie den Schauspieler und Lokalpolitiker Jorge Gajardo (* 1936), von dem sie sich später wieder trennte. Sie bekamen zwei Söhne.
In den 1980ern und 1990ern war Palacios im chilenischen Film, Fernsehen und Theater sehr präsent, insbesondere als Komikerin. Zu ihren bekanntesten Theaterauftritten gehört die Rolle der María Luisa in Tres Marías y una Rosa. Das Stück entstand im Zuge des Theaterprojekts Taller de Investigación Teatral (TIT), an dem hauptsächlich Studenten und Absolventen der Universidad Católica de Chile in Santiago beteiligt waren. Es wurde 1979 unter der Leitung von Raúl Osorio uraufgeführt. Danach gastierte es in Lateinamerika und Europa. Palacios erste große Filmrolle war 1987 die der Laura in der kommerziell erfolgreichen Komödie Sussi von Regisseur Gonzalo Justiniano (* 1955), mit dem sie noch mehrmals zusammenarbeitete.  1990 folgten der gesellschaftskritische Spielfilm Caluga o menta, wo sie die Mutter der Hauptfigur Niki spielte, und 1994 die Rolle der Yolanda in dem Drama Gedächtnisschwund. 2000 hatte sie ihren letzten größeren Filmauftritt in Silvio Caiozzis (* 1944) Drama Coronación, eine Verfilmung des gleichnamigen Romans von José Donoso, die Chile für die Oscarverleihung 2001 eingereicht hatte. Diese Rolle brachte Palacios eine Nominierung für den chilenischen Kunstpreis Premio Altazor de las Artes Nacionales in der Kategorie Audiovisuelle Künste, Beste Filmschauspielerin ein. Daneben trat sie in zahlreichen Telenovelas auf, häufig unter der Regie von Óscar Rodríguez Gingins (* 1945). Dazu gehörten unter anderem Rollen in Matrimonio de papel, Marrón glacé, Marrón glacé, el regreso, Playa salvaje und Fuera de control.
Während ihres Lebensabends wohnte Myriam Palacios zunächst allein in einem Haus in San José de Maipo in der Región Metropolitana de Santiago. Sie bezog eine niedrige Gnadenpension. Da sie zunehmend unter den Folgen der Alzheimer-Krankheit litt, verbrachte sie ihre letzten sieben Lebensjahre in Hogar Dulce Hogar, einem privaten Pflegeheim der Sängerin Mónica de Calixto für ehemalige Schauspieler in Santiago. Dort starb Palacios mit 76 Jahren.

## Filmografie
- 1982: Celos (Fernsehserie)
- 1983: El 18 de los García
- 1985: Matrimonio de papel (Fernsehserie)
- 1986: La villa (Fernsehserie)
- 1987: Sussi
- 1987: Mi nombre es Lara (Fernsehserie)
- 1988: Hechos consumados
- 1988: Consuelo
- 1989: Sor Teresa de los Andes (Fernsehserie)
- 1990: Caluga o Menta
- 1990: Dos mujeres en la ciudad
- 1991: La niña en la Palomera
- 1993: Marrón Glacé (Fernsehserie)
- 1994: Los náufragos
- 1994: Champaña (Fernsehserie)
- 1994: Gedächtnisschwund (Amnesia)
- 1995: El amor esta de moda (Fernsehserie)
- 1995: Amor a domicilio (Fernsehserie)
- 1996: Marrón Glacé, el regreso (Fernsehserie)
- 1997: Pasión gitana
- 1997: Playa salvaje (Fernsehserie)
- 1999: Fuera de control (Fernsehserie)
- 1999: Canto olvidado (Kurzfilm)
- 1999: El chacotero sentimental: La película
- 2000: Coronación
- 2001: Corazón pirata (Fernsehserie)
- 2002: La vida es una lotería (Fernsehserie)
- 2006: Las golondrinas de Altazor